# Rio Dumbrava (Şimon)
O Rio Dumbrava é um rio da Romênia, afluente do Şimon, localizado no distrito de Braşov.